# Rudolf Sallinger
Rudolf Sallinger (4. dubna 1893 Drnholec – 8. srpna 1933 Olomouc) byl rakouský a český továrník a komunální politik německé národnosti, který byl pro svou významnou roli ve společenském, kulturním a politickém životě meziválečné německé komunity v Olomouci v tehdejším tisku označován jako vůdce olomouckých Němců.

## Biografie

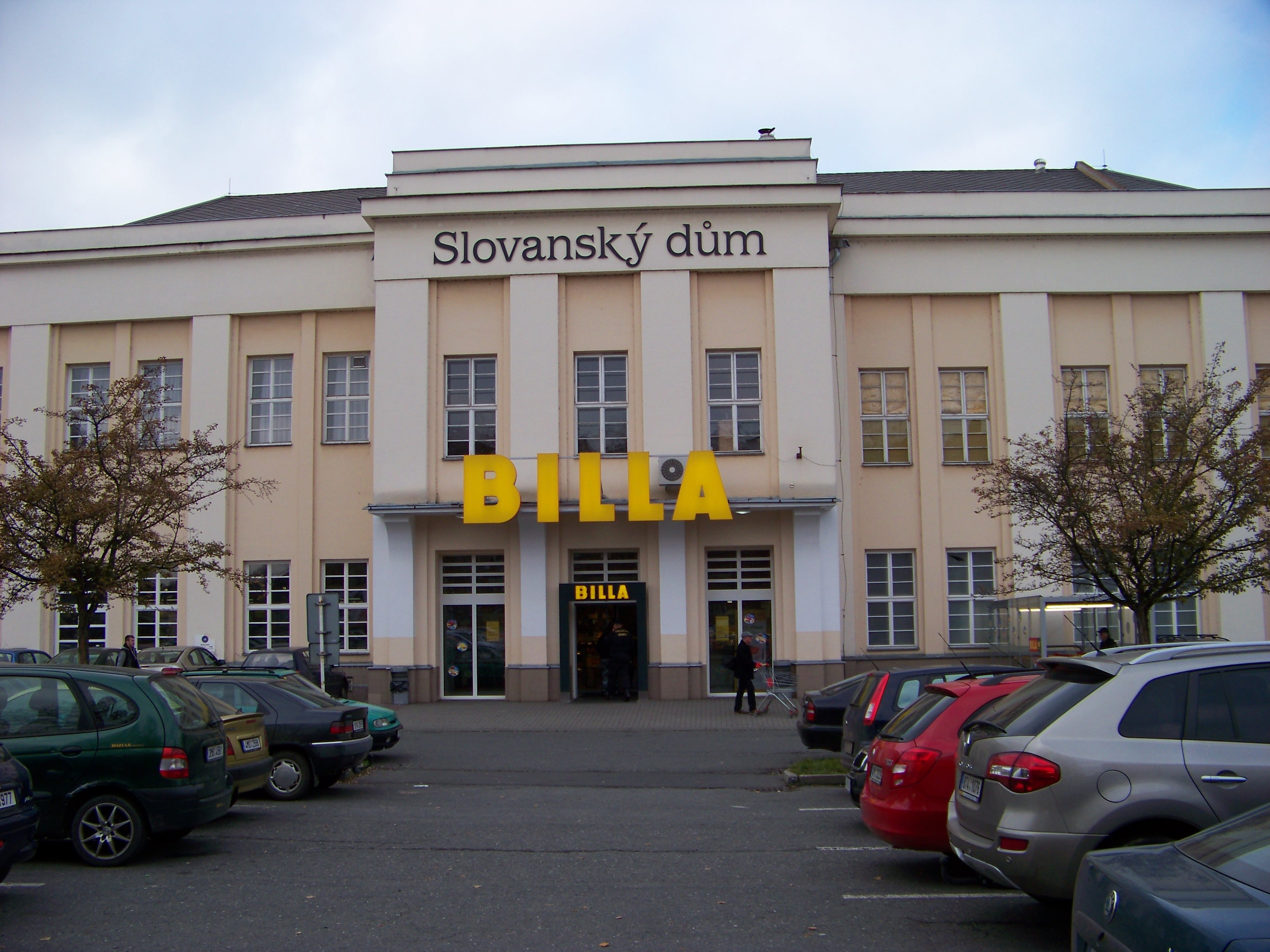
Dnešní Slovanský dům v Olomouci, původní Deutsches Haus

Jeho otec Franz Sallinger pracoval v době Rudolfova narození v jihomoravské obci Drnholec jako zvěrolékař. Později se rodina přestěhovala do Olomouce, kde Franz působil jako ředitel městských jatek. Mladý Rudolf absolvoval místní gymnázium a poté odešel studovat práva do Vídně. Po ukončení studií v roce 1909 se vrátil do Olomouce, kde pracoval na krajském soudu jako auskultant. O rok později si za manželku vzal Luise Kremerovou pocházející z továrnické rodiny. Tři roky po svatbě Rudolf Sallinger převzal vedení rodinné továrny Draht- und Blechwarenfabrik Julius Kremer na výrobu drátů a plechového zboží. První světovou válku strávil Sallinger povolaný do vojenské služby v Krakově. V meziválečné době se výrazně zapsal do společenského života v Olomouci. Působil jako předseda německého divadelního spolku, hudebního a bruslařského spolku a spolku Verein Deutsches Haus in Olmütz, který měl za cíl zbudování německého spolkového domu v Olomouci. Zemřel ve svých 40 letech v létě roku 1933 poté, co onemocněl během letní dovolené. Slavnostního otevření Německého domu, které se uskutečnilo 10. prosince téhož roku, se tak již nedožil. S manželkou Luise měli dva syny. Kurt padl v bojích druhé světové války. Rudolf se po válce stal čelným představitelem vysídlených Němců z Olomoucka a dlouholetým předsedou jejich spolku.

## Politická kariéra
V komunální politice se Rudolf Sallinger začal angažovat již krátce po první světové válce. V roce 1920 se stal jako náhradník po rezignovavším Maxu Hochwaldovi olomouckým radním za DNP a od roku 1928 až do své smrti pak zastával post 2. náměstka olomouckého starosty. Na radnici aktivně hájil zájmy německé menšiny a zapojil se do příprav městské aplikace předpisů k jazykovému zákonu. Ceněn byl pro svou schopnost rovnat česko-německé spory. Jeho zásluhy o město Olomouc proto tehdy ocenil i český tisk (Našinec).